# Synsphyronus hansenii
Espèce
Synonymes
- Garypus hansenii With, 1908
- Synsphyronus gisleni Beier, 1954
- Synsphyronus fallaciosus Beier, 1966

Synsphyronus hansenii est une espèce de pseudoscorpions de la famille des Garypidae.

## Distribution
Cette espèce est endémique d'Australie. Elle se rencontre dans le Sud de l'Australie-Occidentale, au Victoria et en Tasmanie.

## Description
Les mâles mesurent de 3,3 à 4,2 mm et les femelles de 3,5 à 5,5 mm.

## Étymologie
Cette espèce est nommée en l'honneur de Hans Jacob Hansen.

## Publication originale
- With, 1908 : Remarks on the Chelonethi. Videnskabelige Meddelelser fra Dansk Naturhistorisk Forening i Kjøbenhavn, sér. 6, vol. 10, p. 1-25 (texte intégral).